# User Requirements Notation
Die User Requirements Notation (URN) bietet die Möglichkeit, ein System zu spezifizieren und Anforderungen an dieses formal zu definieren.
Es ist damit möglich, diese Anforderungen auf Richtigkeit und Vollständigkeit zu überprüfen.
URN ist eine von der ITU-T (Telekommunikations-Standardisierungs-Sektor der Internationalen Fernmeldeunion) in den sogenannten Standards (Recommendations) definierte formale Beschreibungssprache.
Ein System wird in URN grafisch dargestellt und beinhaltet verschiedene Beziehungen zwischen Elementen.
Das Hauptaugenmerk von URN fällt auf das Requirements Engineering mit seinen Zielen und Szenarien.

## Notationen
Es wird innerhalb von URN zwischen zwei Notationen unterschieden:

### Goal-oriented Requirements Language (GRL)
Die Goal-oriented Requirements Language (GRL) ist eine grafische Notation zur Modellierung von nichtfunktionalen Anforderungen (non-functional requirements). GRL basiert auf der iStar-Notation (i*) und dem Non-Functional Requirements Framework (NFR) und ermöglicht es, Projektanforderungen grafisch darzustellen und schwierige Zusammenhänge hervorzuheben.
Weiterhin besteht die Möglichkeit, den entstandenen Projektplan grafisch zu evaluieren.

### Use Case Maps (UCM)
Use Case Maps (UCM) beschreiben grafisch die funktionalen Anforderungen (functional requirements) eines Softwaresystems.
Sie beschreiben präzise Abläufe, die MSC-Diagrammen ähneln.
Es ist möglich, einen Kontrollfluss darzustellen und verschiedene Aufgaben an diverse Plug-ins zu verteilen sowie Akteuren zuzuordnen.

### Beispiele

GRL-Diagramm
Zugehöriges UCM-Diagramm

## Normen und Standards
- Z.150 User Requirements Notation (URN) – Language requirements and framework
- Z.151 User Requirements Notation (URN) – Language definition